# Ramułt
Ramułt (Ramult, Stoice) – polski herb szlachecki.

## Opis herbu

### Opis współczesny
Opis herbu z wykorzystaniem zasad blazonowania, zaproponowanych przez Alfreda Znamierowskiego:
W polu czerwonym pięć róż srebrnych (2, 1, 2).
Klejnot − ogon pawi.
Labry czerwone, podbite srebrem.

### Opisy historyczne
Bartosz Paprocki w Gnieździe cnoty opisuje herb następująco:

Pięć róż w czerwonym polu.

U Kaspra Niesieckiego pojawił się dodatkowo opis klejnotu:

Ma być w polu czerwonem pięć róż białych, takim kształtem jak cynek kości wyrażają, na hełmie pawi ogon.

## Historia

### Najwcześniejsze wzmianki
Herb po raz pierwszy pojawił się w XVI wieku. Pierwsza przedstawienie herbu pochodzi z Panoszy Bartosza Paprockiego (1575), kolejne pochodziły z Gniazda cnoty (1578) i Herbów rycerstwa polskiego (1584) tego samego autora oraz Kroniki polskiej Marcina Bielskiego (1585).

### Przedstawienia herbu na przestrzeni wieków
Ponieważ Ramułt to stosunkowo młody herb, przekazy historyczne są dość spójne jeśli chodzi o kształt herbu. Paprocki w Panoszy i Gnieździe cnoty przedstawił wprawdzie tylko samo godło, ale w innych pracach dał pełny rysunek. U Marcina Bielskiego również herb jest w wersji pełnej. Kolejni autorzy, aż po czasy współczesne, przytaczali wizerunek XVI-wieczny.

### Legenda herbowa
Według legendy przytaczanej przez Paprockiego i Niesieckiego, herb ten miał przynieść do Polski Baldwin, biskup kruszwicki, pochodzący z Francji, który objął biskupstwo w 1128 roku.

## Etymologia
Obie nazwy nierozpoznane.

## Herbowni
Lista sporządzona została na podstawie wiarygodnych źródeł, zwłaszcza klasycznych i współczesnych herbarzy. Zwraczamy jednak uwagę na częste zjawisko przypisywania rodom szlacheckim niewłaściwych herbów, szczególnie nasilone w czasie legitymacji szlachectwa przed zaborczymi heroldiami, co zostało następnie utrwalone w wydawanych kolejno herbarzach. Podkreślamy także, że identyczność nazwiska nie musi oznaczać przynależności do danego rodu herbowego. Przynależność taką mogą bezspornie ustalić wyłącznie badania genealogiczne.
Lista nazwisk znajdująca się w artykule pochodzi z Herbarza polskiego Tadeusza Gajla:
Bąbek, Bombek, Czelatycki, Czermieński, Czermiński, Kosienie, Krzecieski, Krzęciewski, Łagiewnicki, Łążyński, Łosiński, Łośmiński, Mlekicki, Penski, Pęski, Pierściński, Pierzciński, Pierzyński, Ramułt (Ramult, Ramuld), Wiśniewski, Wytręba, Zabłocki.